# Къща на д-р Стоил Станев
Къщата на д-р Стоил Станев се намира в Русе на ул. „Никола Палаузов“ (бивша улица „Госпиталница“) № 16.
Проектирана е от известния русенски архитект Васил С. Роглев през 1914 г. Собственикът на сградата Д-р Стоил Станев е интересна личност.